# Synaphris calerensis
Espèce
Synaphris calerensis est une espèce d'araignées aranéomorphes de la famille des Synaphridae.

## Distribution
Cette espèce est endémique de La Gomera aux îles Canaries en Espagne,.

## Description
Les mâles mesurent de 0,8 à 0,85 mm et les femelles de 0,85 à 1,1 mm.

## Systématique et taxinomie
Cette espèce a été décrite par Wunderlich en 1987.

## Publication originale
- Wunderlich, 1987 : Die Spinnen der Kanarischen Inseln und Madeiras: Adaptive Radiation, Biogeographie, Revisionen und Neubeschreibungen. Triops Verlag, Langen, West Germany (texte intégral).